# 유다의 편지

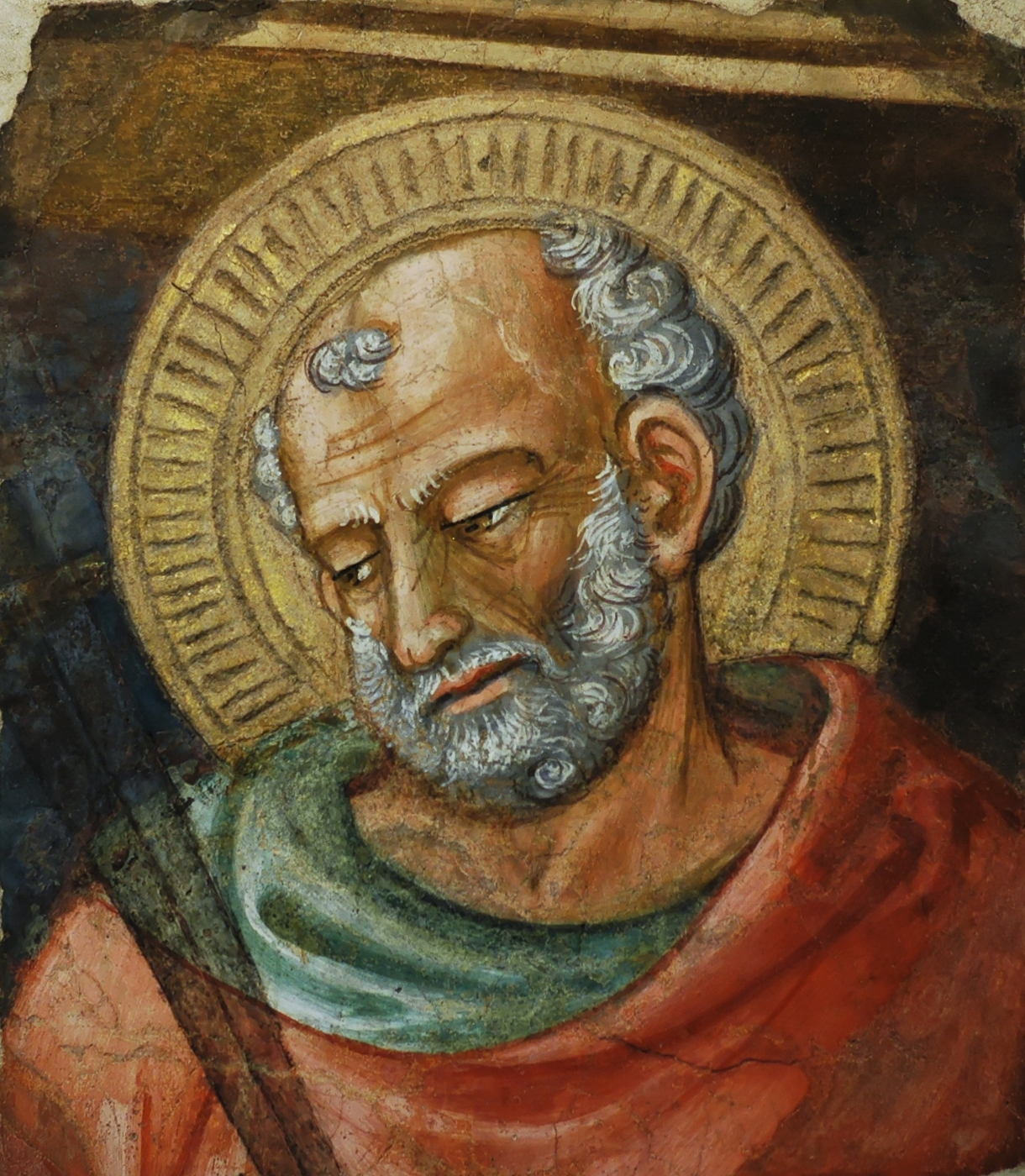

유다의 편지, 유다 서간(-書簡) 또는 유다서는 신약성경의 마지막 서신서이다. 전통적으로 유다 타대오의 저작으로 본다. 코이네 그리스어로 쓰여졌으며, 신약성경에서 가장 짧은 길이의 책 중 한 권이다.
주된 내용은 이단이 받을 심판과, 교회가 이단을 배척하고 바른 신앙을 갖기를 훈계하는 내용이다.
대상이 명백히 언급되지는 않지만, 특정 인물들을 초기 기독교 공동체에 대한 위협으로 간주하여 날카로운 언어로 비판하고 그들이 받을 심판에 대해 묘사한다. 이들은 기독교 공동체 안에 있지만, 진정한 기독교인은 아닌 이들로 조롱하는 이, 거짓 교사, 불평 분자, 욕정에 주어진 자 들로 묘사된다. 저자는 수신인들에게 이 사람들이 곧 하나님의 심판을 받을 것이라며 안심시킨다. 첫 사본에서는 원래 수신인들이 누구인지 명시되어있었을 가능성도 있지만, 현재는 수신인에 대한 정보가 전해지지 않는다. 편지에서 묵시적으로 제시하는 바에 따르면, 본 서신에서 비판의 대상이 되는 이들은 천사들과 그들의 역할을 폄하하였다. 만일 이 묵시적으로 제안되는 바가 참이라면, 이 편지는 골로사이인들에게 보낸 편지와 상보적인 기능을 한다. 해당 서신은 천사들에게 과도한 지위를 부여하고 그들을 숭배하는 사람들에 대한 비판을 싣고 있다. 이 두 서신은 천사에 대해 초기 기독교가 가지고 있던 사상이 무엇인지 보여준다.
신약성경 중 유일하게 외경인 모세 승천기와 에녹서를 인용하고 있다.

## 저자
유다서를 제외한 신약성경에서 유다서의 후보로 거론되는 유다는 유다 타대오, 즉 사도 유다와 예수의 형제 유다가 있다. 이 둘 중 하나인지, 혹은 이 둘이 동일인물로 본서의 저자인지, 혹은 제3의 인물인지에 대한 논의가 현대에도 끊이지 않고 있다.
편지에서는 “예수 그리스도의 종이며 야고보의 동생인 유다”로 자신을 밝힌다. 당대 관습상 아버지를 밝히는 것이 일반적인데도 형제를 밝히는 것으로 보아 그 형 야고보가 지역 사회에서 유명한 것으로 간주한다. 알렉산드리아의 클레멘스가 이 야고보를 예수의 형제 야고보로 본 이래로 서신의 저자인 유다 역시 예수의 형제로 보는 시각이 지배적이다.
그러나 예수의 동정녀 탄생 교리가 구체화됨에 따라 유다가 사용한 "형제"라는 표현을 같은 부모를 둔 것이 아닌 먼 친척으로 해석하는 경향이 증가한다. 대표적으로 히에로니무스는 마리아뿐 아니라 요셉 역시 평생을 동정으로 살았다고 해석하여 야고보와 유다를 예수의 친척으로 보았다.
예수의 형제 유다가 아니라는 측에서는 예수의 배경을 그 이유로 꼽는다. 당대에는 글을 쓸 줄 아는 사람은 물론 읽는 사람도 드물었기 때문에, 갈릴리의 목수 출신이 코이네 그리스어로 이처럼 복잡한 서신을 구약성경에 대한 깊은 이해와 함께 당대의 문체로 쓰는 것은 불가능하다는 것이다. 도미티아누스가 유다의 손자들을 불러 심문했다는 초대 교회 전승에서도 유다는 가난한 하층 계급으로 등장한다. 예수의 형제 유다를 주장하는 측에서는 유다가 헬레니즘 유대인들과 오랜 기간 선교활동을 하며 본서를 쓰기에 충분한 기술을 획득했을 것이라고 반론한다.

## 정경 논의
본서의 정경 자격에 대한 의혹을 품는 학자들이 많이 있었다. 유세비우스는 이 책이 많은 교회에서 읽힌다고 말하면서도 정말 유다가 쓴 것인지는 의심했다. 베드로의 둘째 편지와의 깊은 연관성과 외경인 에녹서를 인용했다는 점도 지적받는다. 히에로니무스는 이 책이 에녹서를 인용한 까닭에 많은 사람들에게 외면받는다고 기록했다.
이 책이 사도들의 저작과 전승을 인용하는 것처럼 보이는 부분이 있고, 수준 높은 그리스어로 쓰인 까닭에 서기 1~2세기의 인물이 쓴 것으로 보기도 한다.
그러나 알렉산드리아의 클레멘스, 테르툴리아누스, 무라토리 정경 등 2세기에는 본서를 정경으로 인정했다. 궁극적으로 알렉산드리아의 아타나시우스를 위시한 교부들에게 인정받으며 라오디게아 공의회, 카르타고 공의회에서 정경으로 선출되었다.